# James Clear
James Clear (Hamilton, 22 gennaio 1986) è uno scrittore statunitense, conosciuto soprattutto per il suo libro Atomic Habits.

## Biografia
Cresciuto a Hamilton, Ohio, Clear si è laureato in biomeccanica presso la Denison University nel 2008, dove è stato anche capitano della squadra di baseball. Dopo la laurea, ha iniziato la sua carriera come motivatore di atleti e dirigenti. Si è poi dedicato alla scrittura e al parlare in pubblico. Nel 2012 ha iniziato a scrivere di automiglioramento, lavoro coronato nel libro Atomic Habits, presentato anche sul New York Times, Forbes e Time.

### Atomic Habits
Basandosi sugli scambi avuti con i lettori della sua lista di posta elettronica, nel 2018 Clear ha pubblicato il suo libro Atomic Habits, focalizzato sul come costruire piccole abitudini che hanno un effetto benefico e cumulativo sulla propria vita. Come indica la parte introduttiva, lo stesso Clear ha acquisito queste abitudini durante la riabilitazione dopo una grave lesione cranica subita giocando a baseball.
Nel suo libro sconsiglia anche la formulazione di obiettivi e di piani, poiché la grande maggioranza delle persone non ha problemi nel progettarli, bensì nel seguirli nella vita di tutti i giorni. Ciò ricorda le intenzioni attuative emerse nell'attività di ricerca dello psicologo tedesco Peter Gollwitzer. Diversi autori si sono basati su Atomic Habits pubblicando libri di lavoro e guide di implementazione.